# Nocellas
Nocellas (katalanisch Nocelles) ist ein Dorf der spanischen Gemeinde Isábena in der Provinz Huesca in Aragonien. Der Ort im Valle de Vacamorta hat seit Jahren keine Einwohner mehr.

## Geografie
Der Ort in den Pyrenäen ist von Merli aus über eine circa 2,5 Kilometer lange ungeteerte Straße zu erreichen.

## Geschichte
Nocellas wurde als Teil der ehemals selbständigen Gemeinde Merli zur 1964 gebildeten Gemeinde Isábena eingegliedert.

## Sehenswürdigkeiten

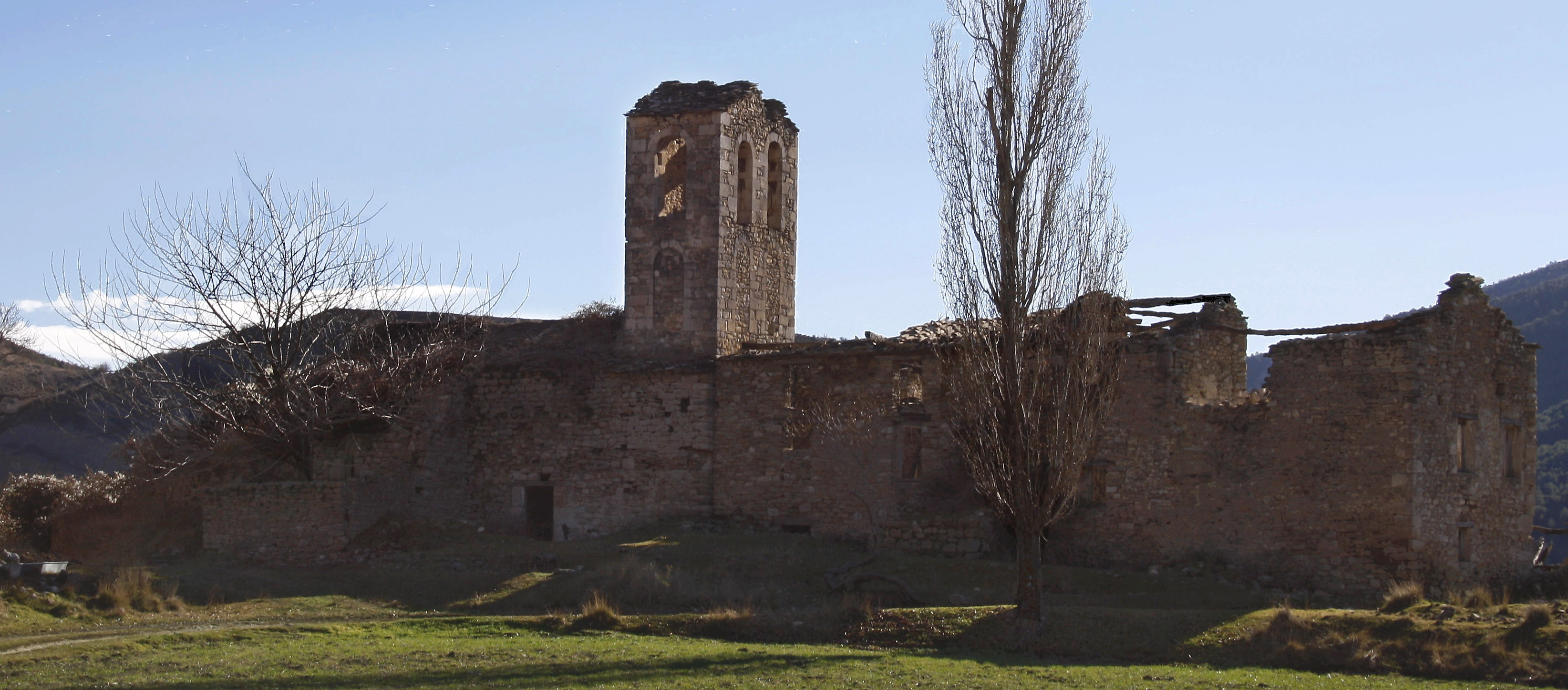
Ruine der Kirche Santa María

- Pfarrkirche Santa María, ursprünglich erbaut im 11./12. Jahrhundert  (Bien de Interés Cultural)
- Kapelle San Miguel (Bien de Interés Cultural)